# Melody Gardot
Melody Gardot, född 2 februari 1985 i New Jersey, är en amerikansk jazzsångerska och singer-songwriter.
Gardot blev vid 19 års ålder påkörd av en bil när hon cyklade och fick bland annat skador i huvudet och svåra frakturer i höftpartiet. Under den långa sjukhusvistelsen anammade hon musikterapi och kom att skriva en lång rad låtar. Debutalbumet Worrisome Heart släpptes 2006 på ett independentbolag och återutgavs 2008 på Verve Records. Gardot går med käpp, och på scen använder hon en specialkonstruerad stol. Gardot är som ett resultat av olyckan mycket ljuskänslig, och bär därför ofta mörka glasögon.
Gardots andra fullängdsalbum, My One and Only Thrill, släpptes den 28 april 2009 och innehåller bland annat hennes egen tolkning av "Over the Rainbow" av Harold Arlen och Yip Harburg. Två singlar har hittills släppts från albumet, "Who Will Comfort Me" och "Baby I'm a Fool". En EP, Bye Bye Blackbird släpptes 2010 och i slutet av maj 2012 släppte Melody Gardot sitt tredje album, The Absence. Tre år senare, i juni 2015, släppte Gardot sitt fjärde album, Currency of Man.

## Diskografi

### Album
- 2008 – Worrisome Heart
- 2009 – My One and Only Thrill
- 2012 – The Absence
- 2015 – Currency of Man
- 2018 – Live in Europe
- 2020 – Sunset in the Blue
- 2022 – Entre eux deux (med Philippe Powell)

### EP
- 2005 – Some Lessons: The Bedroom Sessions
- 2009 – Live from SoHo
- 2010 – Bye Bye Blackbird
- 2011 – A Night with Melody